# Znob-Novhorodske
Znob-Novhorodske (în ucraineană Зноб-Новгородське) este o așezare de tip urban din raionul Seredîna-Buda, regiunea Sumî, Ucraina. În afara localității principale, mai cuprinde și satele Kustîne și Liute.

## Demografie
Componența lingvistică a așezării de tip urban Znob-Novhorodske
     Rusă (68,87%)
     Ucraineană (31,08%)
Conform recensământului din 2001, majoritatea populației așezării de tip urban Znob-Novhorodske era vorbitoare de rusă (68,87%), existând în minoritate și vorbitori de ucraineană (31,08%).